# ماريا ديل بيلار بينيا
ماريا ديل بيلار بينيا (بالإسبانية: María del Pilar Peña)‏ هي لاعبة كرة الماء إسبانية، ولدت في 4 أبريل 1986 في مدريد في إسبانيا.

## وصلات خارجية
- ماريا ديل بيلار بينيا على موقع الاتحاد الدولي للسباحة (الإنجليزية)
- ماريا ديل بيلار بينيا على موقع اللجنة الأولمبية الدولية (الإنجليزية)
- ماريا ديل بيلار بينيا على موقع أوليمبيديا (الإنجليزية)